# Neersener Bruch
Das Naturschutzgebiet Neersener Bruch liegt auf dem Gebiet der Stadt Willich im Kreis Viersen in Nordrhein-Westfalen. Das etwa 18,93 ha große Gebiet, das im Jahr 1997 unter Naturschutz gestellt wurde, erstreckt sich östlich des Autobahnkreuzes Neersen.